# Empidideicus asiaticus
Empidideicus asiaticus är en tvåvingeart som beskrevs av Zaitzev 1971. Empidideicus asiaticus ingår i släktet Empidideicus och familjen svävflugor.
Artens utbredningsområde är Uzbekistan. Inga underarter finns listade i Catalogue of Life.